# Орион (БПЛА)
«Орион» — российский военный беспилотный летательный аппарат (БПЛА) средневысотный большой продолжительности полёта (MALE, Medium Altitude, Long Endurance) разработки компании «Кронштадт» (ООО «ИТР»).
БПЛА имеет среднюю массу, при этом имея значительные показатели продолжительности полёта и грузоподъёмности. Бортовое оборудование предназначено для оптико-электронной, радиолокационной или радиотехнической разведки с возможностью длительного патрулирования в заданном районе. 
Предусматривается установка до четырёх ракет «воздух-земля».
Экспортный вариант БПЛА называется «Орион-Э» (Э — экспортный). 

## История

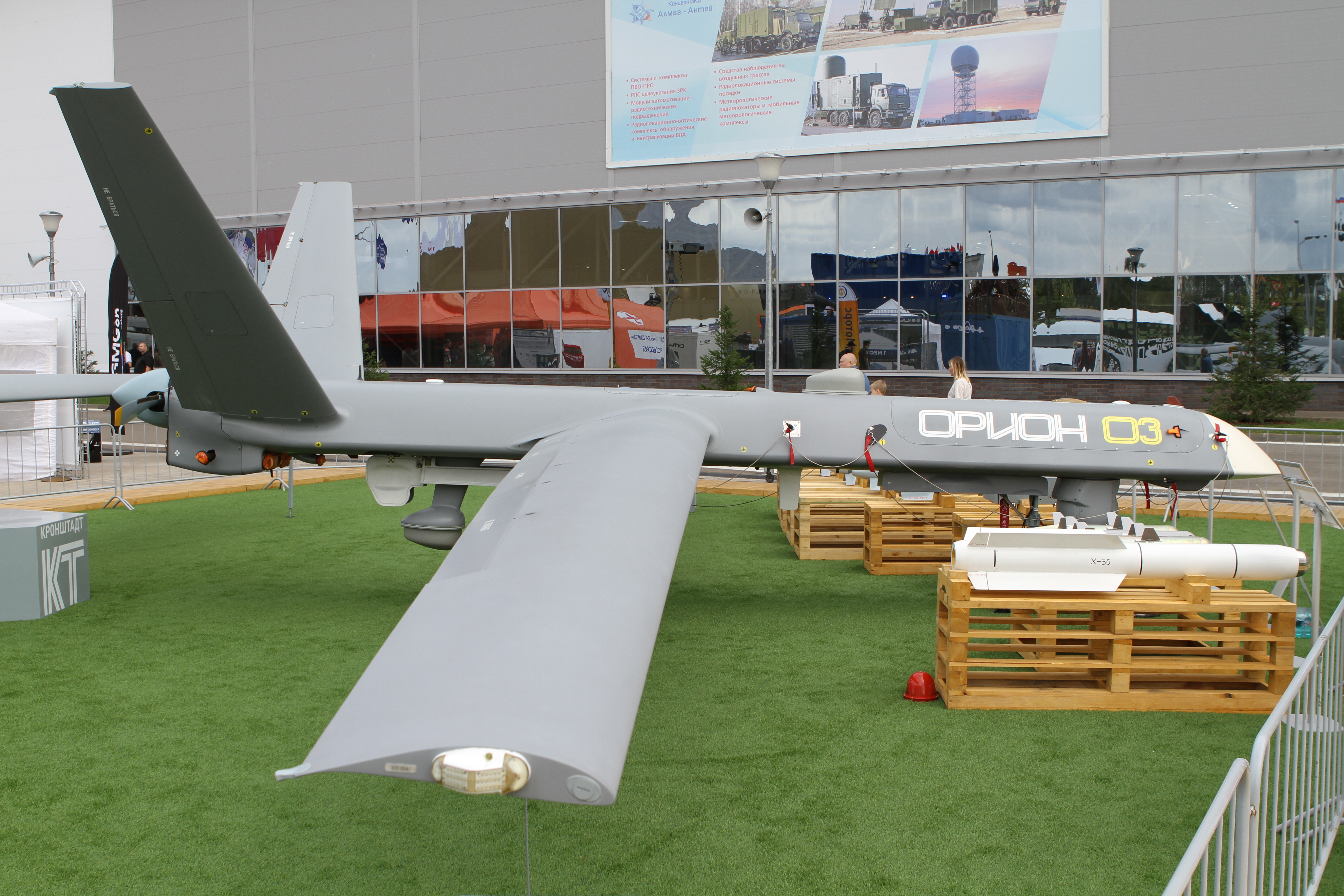
Вид сбоку.

Разработка БПЛА велась по заказу Минобороны России с 2011 года. В рамках опытно-конструкторской работы БПЛА проходил с шифром «Иноходец». Головным разработчиком и исполнителем работ стало подразделение компании «Транзас» из Санкт-Петербурга, занимающееся разработкой БПЛА, в дальнейшем переименованное в «Кронштадт».
Из отчёта НПК СПП за 2014 год стало известно, что СПП разрабатывает оптико-электронную станцию для БПЛА «Орион», серийное производство запланировано в 2017 году (30 изделий ежегодно).
Первый опытный образец для проведения лётных испытаниях изготовлен в 2015 году. В том же году опытный образец «Ориона» был замечен на рязанском аэродроме Протасово.
Испытания начались в Лётно-исследовательском институте им. Громова в первой половине 2016 года.
Экспортная версия данного БПЛА была представлена на авиасалоне МАКС-2017.
На форуме «Армия-2018» группа «Кронштадт» представила блок управления вооружением для беспилотника. В 2018 году «Орион» испытали на применение авиабомб. В том же году беспилотник побывал в Сирии, но без применения вооружения.
На авиасалоне «МАКС-2019» стало известно, что Минобороны России получит один комплекс до конца года.
В ноябре 2019 года «Орион» начал поступать в опытно-войсковую эксплуатацию в ВКС России; 16 ноября того же года один аппарат упал в Рязанской области.
В 2019 году АО «Кронштадт» подало в «Росавиацию» первую в России заявку на получение сертификата типа беспилотной авиационной системы (БАС) «Орион» для применения его в гражданской авиации. В состав БАС «Орион» входят два беспилотных воздушных судна, оснащённых комплектом целевых нагрузок, станция внешнего пилота и средства обеспечения автоматического взлёта и посадки. Компания приступила к выполнению комплекса сертификационных работ в соответствии с действующим воздушным законодательством.
БАС «Орион» предназначена для выполнения авиационных работ связанных с воздушным патрулированием, мониторингом и аэросъёмкой.
Одной из наиболее важных задач определена ледовая разведка в Арктике для обеспечения судоходства на трассе Северного морского пути. Помимо этого БЛА большой продолжительности полёта могут применяться для поиска лесных пожаров. Такая система была представлена на авиасалоне «МАКС-2019». К задачам такой системы относятся:
— Противопожарный мониторинг.

— Лесопатологический мониторинг.

— Мониторинг лесопользования.

— Организация связи лесопожарных формирований.

— Доставка экстренных грузов пожарным подразделениям в удалённых районах.
В апреле 2021 года пресс-служба компании сообщила, что компания «Кронштадт» начала строительство в Дубне первого в России завода по серийному производству беспилотных летательных аппаратов. Завод будет построен в рекордно короткие сроки — запуск производства запланирован уже на ноябрь 2021 года». «Инвестиции в проект составят более 4 млрд рублей». По словам источника в оборонно-промышленном комплексе, которые привело РИА Новости, «новое производство позволит закрыть потребности в беспилотниках „Иноходец“ как со стороны Минобороны, так и других заказчиков».
20 декабря 2021 года пресс-служба компании сообщила, что компания «Кронштадт» закончила строительство завода крупноразмерных беспилотных летательных аппаратов самолётного и вертолётного типов. Завод представляет собой единую промышленную площадку общей площадью более 50 га, где расположены основные производственные цеха АО «Кронштадт» и входящего в него АО «Дубненский машиностроительный завод имени Н. П. Фёдорова» (ДМЗ).

## Конструкция

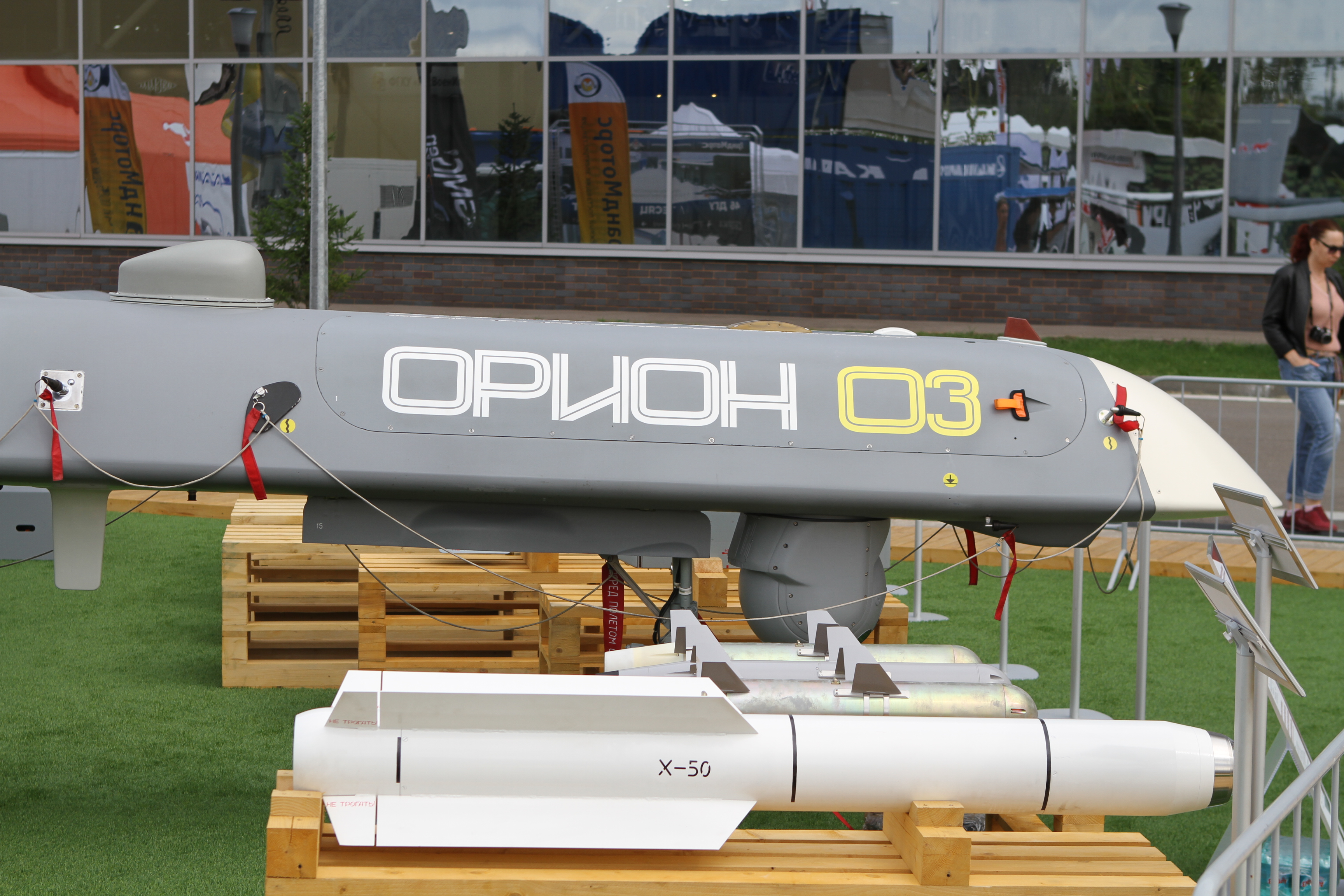
Носовая часть.

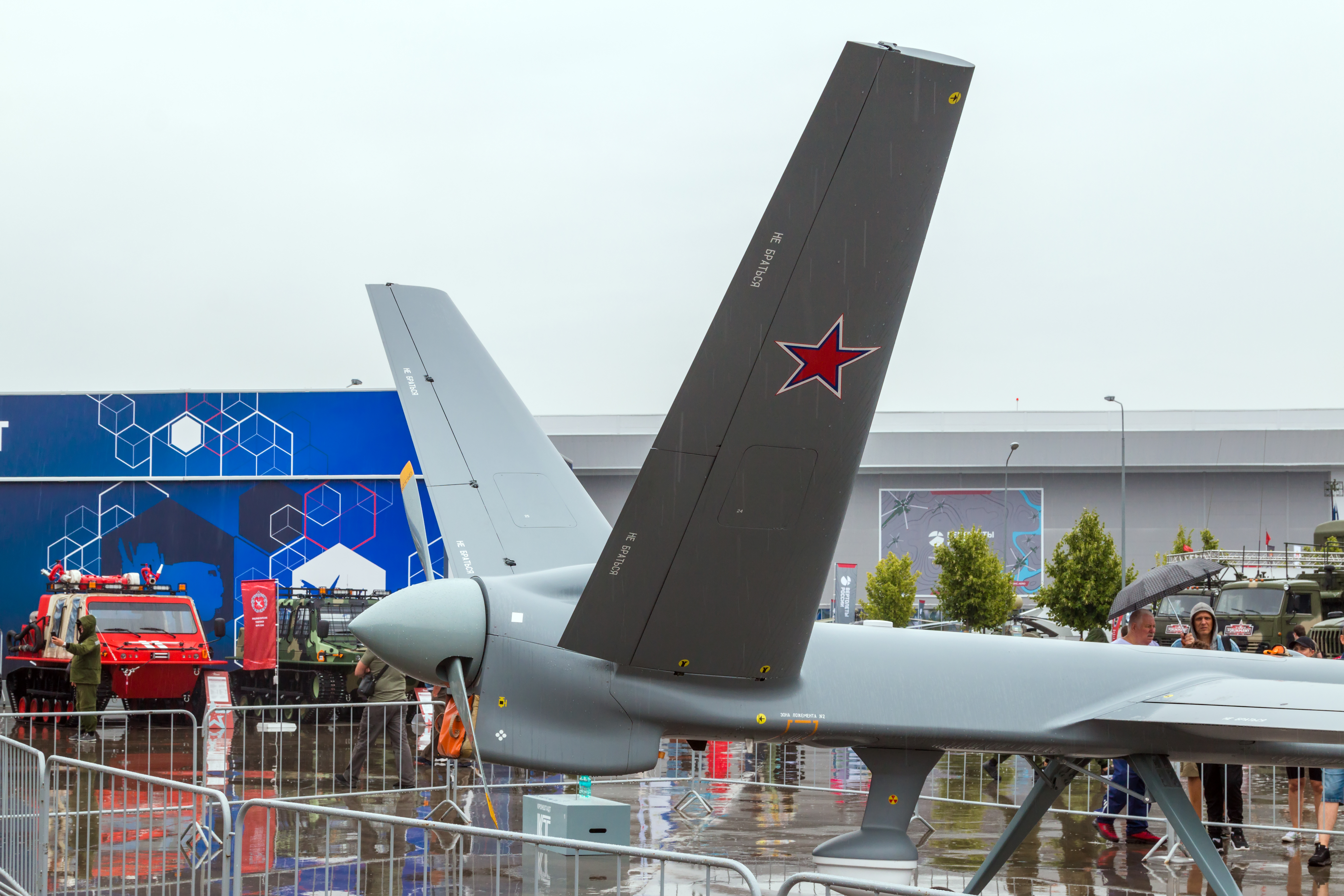
Хвостовое оперение и двигатель.

Планер средних размеров, нормальной аэродинамической компоновки имеет прямое крыло и хвостовое оперение V-образной формы. Фюзеляж имеет большое удлинение, несимметричное поперечное сечение. Для сокращения массы при сохранении показателей прочности планер изготавливается из композитных материалов.
Крыло — среднерасположенное, прямое, большого удлинения с небольшим сужением с развитой механизацией. Все основные средства механизации управляются с помощью электродистанционной системы управления (ЭДСУ).
Перед передней стойкой и за ней имеются внутренние объёмы для размещения полезной нагрузки, крепления для необходимого оборудования и его обтекателей.
Двигатель на опытном образце — австрийский Rotax 914 мощностью 86 кВт (115 л. с.), оснащённый турбокомпрессором для повышения высотности. Двухлопастный винт АВ-115 диаметром 1,9 метра производится компанией «Аэросила».
Для серийного производства компанией «Агат» во взаимодействии с ЦИАМ разрабатывается российский двигатель АПД-110/120.

### Авионика (БРЭО)
Использовано БРЭО разработки «КТ-Беспилотные системы» и других фирм-производителей.
БРЭО БЛА состоит из:
- информационно-управляющей системы,
- системы автоматического управления,
- аппаратуры сопряжения с общеобъектовым оборудованием,
- системы контроля и диагностики бортового оборудования,
- инерциально-спутниковой навигационной системы.

## Боевое применение

Сбитый российский БПЛА «Орион» 9 апреля 2022 года.

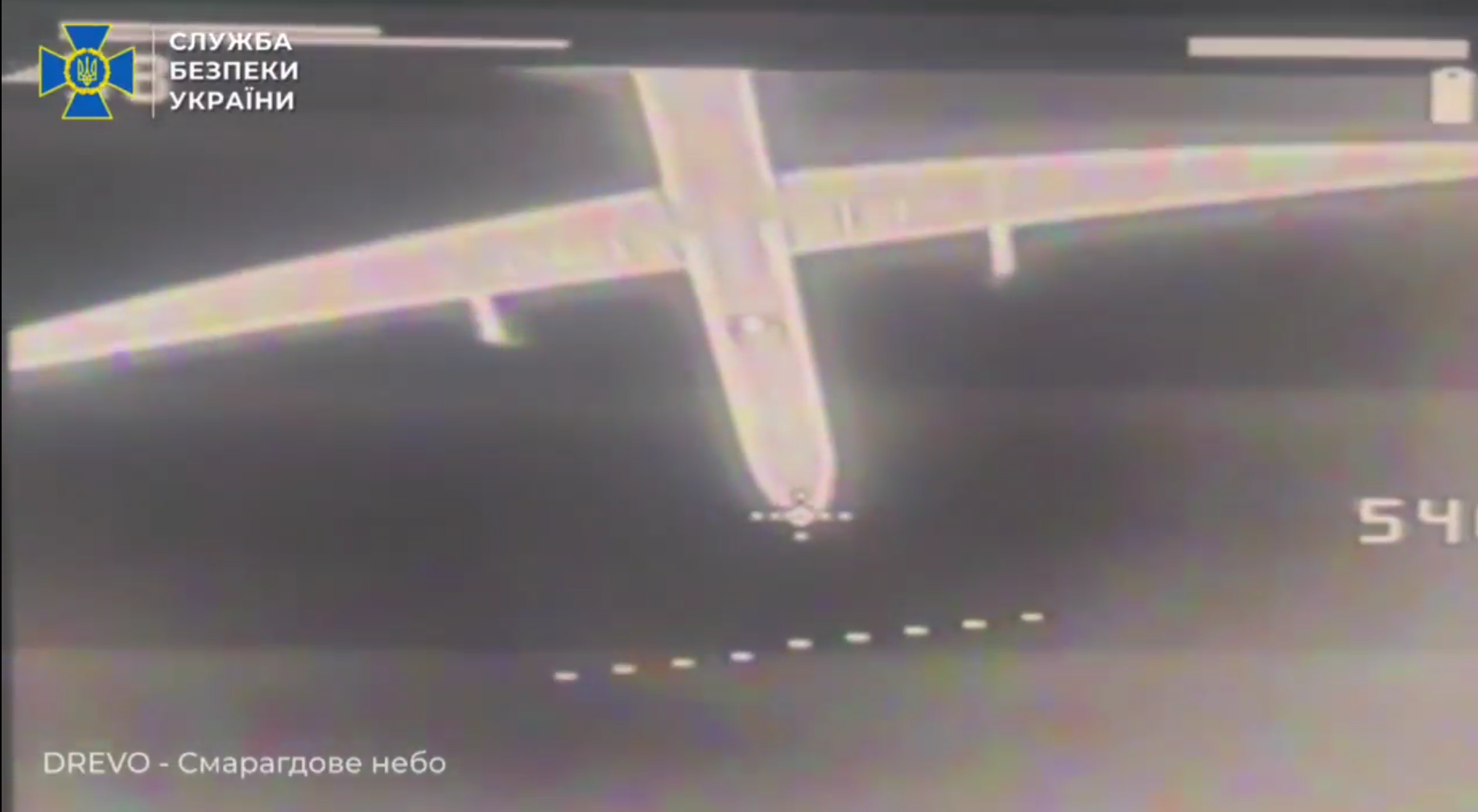
Российский беспилотник «Орион» за мгновение до сбивания, снятый украинским перехватчиком 26 июля 2025 года.

В декабре 2019 года на коллегии Министерства обороны С. К. Шойгу рассказал, что этот тип беспилотника в ударном варианте был впервые испытан в реальной боевой работе в Сирии. Ранее сообщалось, что в предыдущие годы «Орион» тестировался там в невооружённой конфигурации.
Использовался в ходе российского вторжения на Украину, военный аналитик Forbes отмечает низкое количество вылетов БПЛА в ходе вторжения, «Орион» подбил как минимум три украинских автомобиля в ходе отдельных атак.
Нидерландское независимое издание Oryx подтверждает потерю девяти БПЛА «Орион».

## Полезная нагрузка
Полезная нагрузка устанавливается либо внутри фюзеляжа, либо выходя частично за пределы планера, прикрывается съёмными обтекателями.
Варианты полезной нагрузки:
- цифровая аэрофотосистема высокого разрешения,
- компактная многофункциональная радиолокационная система,
- аппаратура радиотехнической разведки,
- оптико-электронная система.

Полезная нагрузка позволяет вести воздушную разведку и информационное обеспечение действий вооружённых сил; патрулирование; целеуказание, корректировку огня; топографическую съёмку местности.

### Оптико-электронная система (ОЭС)
По данным разработчика:
- масса МОЭС: 55,5 кг,
- диаметр — 410 мм,
- высота — 550 мм.

Основные функции:
- обзор пространства в видимом и инфракрасном диапазонах;
- обнаружение и автосопровождение наземных и надводных целей;
- измерение дальности до цели и её подсвет лазерным излучением.

Перечень информационных каналов:
- тепловизионная камера с переменным угловым полем;
- телевизионная камера с переменным угловым полем;
- телевизионная камера широкоугольная;
- лазерный дальномер (безопасный для глаз);
- лазерный дальномер/целеуказатель.

### Радиолокационная станция (РЛС)
Согласно Постановлению Правительства России № 218 от 09.04.2010 г., АО «Корпорация „Фазотрон-НИИР“» назначено ответственным за создание многофункциональной бортовой РЛС МФ-2 Х-диапазона для БПЛА «Орион».

### Вооружение[20]
Максимальная полезная реальная нагрузка составляет 150-180 кг, учитывая возможность нести 6 шт. КАБ-20 или 3 шт. КАБ-50.
- корректируемая авиационная бомба — КАБ-20, КАБ-50
- управляемая планирующая авиабомба — УПАБ-50
- свободнопадающая авиабомба — ФАБ-50
- легкая крылатая управляемая ракета Х-50
- противотанковый ракетный комплекс  9М133-1 «Корнет»
- легкая крылатая управляемая ракета С8000 «Бандероль»

## Состав комплекса
Полный состав комплекса включает:
- модуль размещения операторов,
- модуль радиотехнических средств,
- модуль управления взлётом и посадкой,
- 3 — 6 БПЛА «Орион».

## Тактико-технические характеристики (ТТХ)
Характеристики комплекса БПЛА «Орион-Э» (экспортной версии):
- размеры (длина, размах крыльев, высота): 8 м, 16,3 м, 3,2 м,
- максимальный взлётный вес: 1000 кг,
- нормальная масса полезной/боевой нагрузки: 60 кг,
- максимальная масса полезной/боевой нагрузки: 200 кг,
- радиус применения: 250 км,
- радиус применения с БЛА-ретранслятором: 300 км,
- продолжительность полёта: 24 часа (с нагрузкой 60 кг),
- мощность двигателя: 86 кВт (115 л. с.)
- высота полёта: 7500 м,
- крейсерская скорость 120-200 км/ч

На официальном сайте АО «Кронштадт» относительно ТТХ БПЛА «Орион» приводятся несколько противоречивые сведения. Так, например, крейсерская скорость указана как 120-200 км/ч и в то же время как 120 км/ч. Поэтому выше указаны интегрированные значения из приведённых разработчиком. Сложившаяся практика позволяет предположить, что вариант «Ориона-Э» для российской армии, известный как «Орион (без Э - экспортный)», может обладать характеристиками, превышающими данные экспортного варианта.

## Сравнение с аналогами
|                                      | Орион-Э (эксп.)                | Сириус (БПЛА) | Гелиос       | Альтиус             | Shahed 129                                         | Bayraktar TB2                                  | TAI Anka | Bayraktar Akıncı | TAI Aksungur | Hermes 900    | IAI Heron                    | IAI Eitan                       | MQ-1B Predator                                                                 | MQ-1C Grey Eagle       | MQ-9 Reaper                                                                       | Wing Loong |
| ------------------------------------ | ------------------------------ | ------------- | ------------ | ------------------- | -------------------------------------------------- | ---------------------------------------------- | --- | ---------------- | ------------ | ------------- | ---------------------------- | ------------------------------- | ------------------------------------------------------------------------------ | ---------------------- | --------------------------------------------------------------------------------- | ---------- |
| Внешний вид                          |                                |               |              |                     |                                                    |                                                | |                  |              |               |                              |                                 |                                                                                |                        |                                                                                   |            |
| Разработчик                          | АО Кронштадт                   | АО Кронштадт  | АО Кронштадт | ОКБ "Сокол"         | Исследовательский центр Shahed Aviation Industries | Baykar Makina                                  | TAI | Baykar Makina    | TAI          | Elbit Systems | IAI                          | IAI                             | General Atomics                                                                | General Atomics        | General Atomics                                                                   | CAIC       |
| Первый полёт, год                    | 2016                           | 2023          | 2024 (план)  | 2016                | 2012                                               | 2014                                           | 2010 | 2019             | 2019         | 2009          | 1994                         | 2004                            | 2002                                                                           | 2004                   | 2001                                                                              | 2009       |
| Размах крыла, м                      | 16,3                           | 20            | 30           | 28,5                | 16                                                 | 12                                             | 17,5 | 20               | 24           | 15,3          | 16,6                         | 26                              | 16,8                                                                           | 17                     | 20                                                                                | 14         |
| Длина, м                             | 8                              | 9             | 12,6         | 11,6                | 8                                                  | 6,5                                            | 8,6 | 12,2             | 12           | 8,3           | 8,5                          | 14                              | 8,2                                                                            | 8,5                    | 11                                                                                | 9,05       |
| Высота, м                            | 3,2                            | -             | 3,6          | -                   | 3,1                                                | н/д                                            | 3,2 | 4,1              | 3            | н/д           | 2,3                          | н/д                             | 2,1                                                                            | 2,1                    | 3,8                                                                               | 2,77       |
| Макс. взлётная масса, кг             | 1000                           | 2500          | 4000         | 5000                | н/д                                                | 650                                            | 1600 | 5500             | 3300         | 970           | 1150                         | 5400                            | 1020                                                                           | 1450                   | 4760                                                                              | 1100       |
| Масса полезной нагрузки, кг          | 200                            | 450           | 800          | 1000                | 400                                                | 150                                            | 200+50 | 1350             | 750          | 300           | 250                          | 2700                            | 204                                                                            | 260+225                | 1700                                                                              | 200        |
| Макс. скорость, км/ч                 | н/д                            | -             | -            | -                   | н/д                                                | 222                                            | 217 | 361              | н/д          | 220           | 240                          | 407                             | 217                                                                            | 250                    | 482                                                                               | 280        |
| Крейсерская скорость, км/ч           | 120—200                        | 180           | 350-450      | 150-250             | 150                                                | 130                                            | 200 | 240              | 250          | 110—145       | 130                          | 296                             | 170                                                                            | 110—120                | 313                                                                               | н/д        |
| Макс. потолок, км                    | 7,5                            | 7             | 9-11         | 12                  | 7,3                                                | 8,2                                            | 9 | 13,7             | 12,2         | 9,15          | 9,15                         | 14                              | 7,6                                                                            | 8,85                   | 15,4                                                                              | 5          |
| Продолжительность полёта, ч          | 24 (с грузом 60 кг)            | -             | 24-30        | 48                  | 24                                                 | 24                                             | 24 | 25               | 40           | 36            | 46                           | 36                              | 24                                                                             | 30                     | 27 14 (при полной загрузке)                                                       | 20         |
| Радиус применения, км                | 250 300 (с БЛА-ретранслятором) | -             | -            | -                   | н/д                                                | 150                                            | 250 неограничено (при управлении по спутниковой связи)                                                              | н/д              | н/д          | н/д           | 300 1000 (в автономном реж.) | н/д                             | 740                                                                            | н/д                    | н/д                                                                               | н/д        |
| Дальность полёта, км                 | н/д                            | -             | 3000         | 10000               | н/д                                                | 300                                            | 1448 | 7500             | 6500         | 1500          | н/д                          | 7400                            | 1250                                                                           | н/д                    | 1900                                                                              | 4000       |
| Двигатели                            | АПД-110/120                    | -             | -            | RED A03/V12 ВК-800В | Rotax 914                                          | Rotax 912                                      | TEI PD170 | АИ-450Т          | TEI PD170    | Rotax 914 °F  | Rotax 914 °F                 | Pratt & Whitney Canada PT6 -67A | Rotax 914 F                                                                    | Thielert Centurion 1.7 | Honeywell TP331-10                                                                | н/д        |
| Мощность, л. с.                      | 120                            | -             | -            | 480/800             | 100                                                | 100                                            | 170 | 450              | 220          | 115           | 115                          | 1200                            | 115                                                                            | 135                    | 910 л.с.                                                                          | н/д        |
| Стоимость, млн. $ (с компл. управл.) | н/д                            | -             | -            | -                   | 7,5 за единицу                                     | 69 (6 дронов,2 станции управления и 200 ракет) | 80 за экспортный комплект в составе 3 дронов Anka-S, 3 мобильных станций управления и вспомогательного оборудования | н/д              | н/д          | н/д           | 10 за единицу                | 35 за единицу                   | 20,0 (4 БПЛА(по 4,03), пункт наземного управления и система спутниковой связи) | ~31,2                  | Тактическая единица от 16.4 до 30 в зависимости от конфигурации вооружения и БРЛС | н/д        |